# Michael Hartnett (baloncestista)
Michael Mathew Hartnett (Australia, 3 de junio de 1982) es un jugador australiano de baloncesto en silla de ruedas que ganó una medalla de oro en los Juegos Paralímpicos de Pekín 2008 y en el Campeonato Mundial de Baloncesto en Silla de Ruedas de 2010 y 2014.

## Vida personal
Hartnett nació el 3 de junio de 1982, y es del suburbio de Gosnells en Perth. Quedó parapléjico después de un accidente automovilístico. Es estudiante, y su modelo a seguir es Brad Ness. Uno de sus hobbies es coleccionar etiquetas de vuelo relacionadas con los vuelos que hizo mientras competía en el baloncesto en silla de ruedas. También le encanta aprender nuevos idiomas, como el francés y el italiano.

## Baloncesto

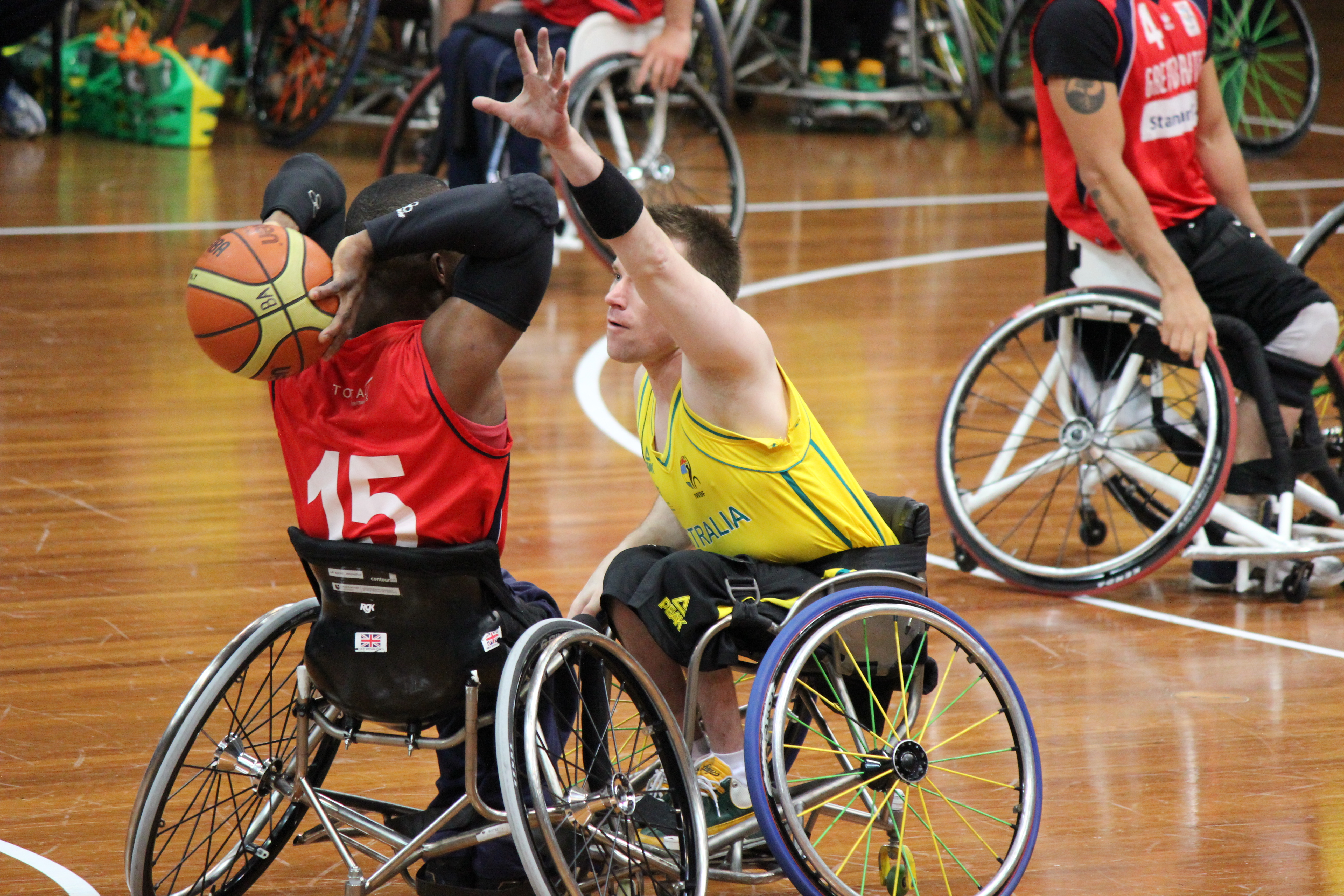
Michael Hartnett de Australia (centro) y Ade Oregembe de Gran Bretaña (izquierda). Equipo Nacional de Baloncesto en Silla de Ruedas de Australia vs. Gran Bretaña, 19 de julio de 2012, Parque Olímpico de Sídney.

Hartnett está clasificado como jugador de 1.0, a 1.5, y juega de defensa. Empezó a jugar al baloncesto en silla de ruedas en 1991. Su habilidad para jugar al baloncesto en silla de ruedas ha sido apoyada por el Programa de Apoyo al Atleta Individual del Instituto de Deportes de Australia Occidental.

### Equipo nacional
Hartnett entró en la selección nacional de Australia por primera vez en 1997, cuando jugó en el equipo juvenil en los Juegos Juveniles celebrados en Victoria, Australia.

#### Paralimpiadas

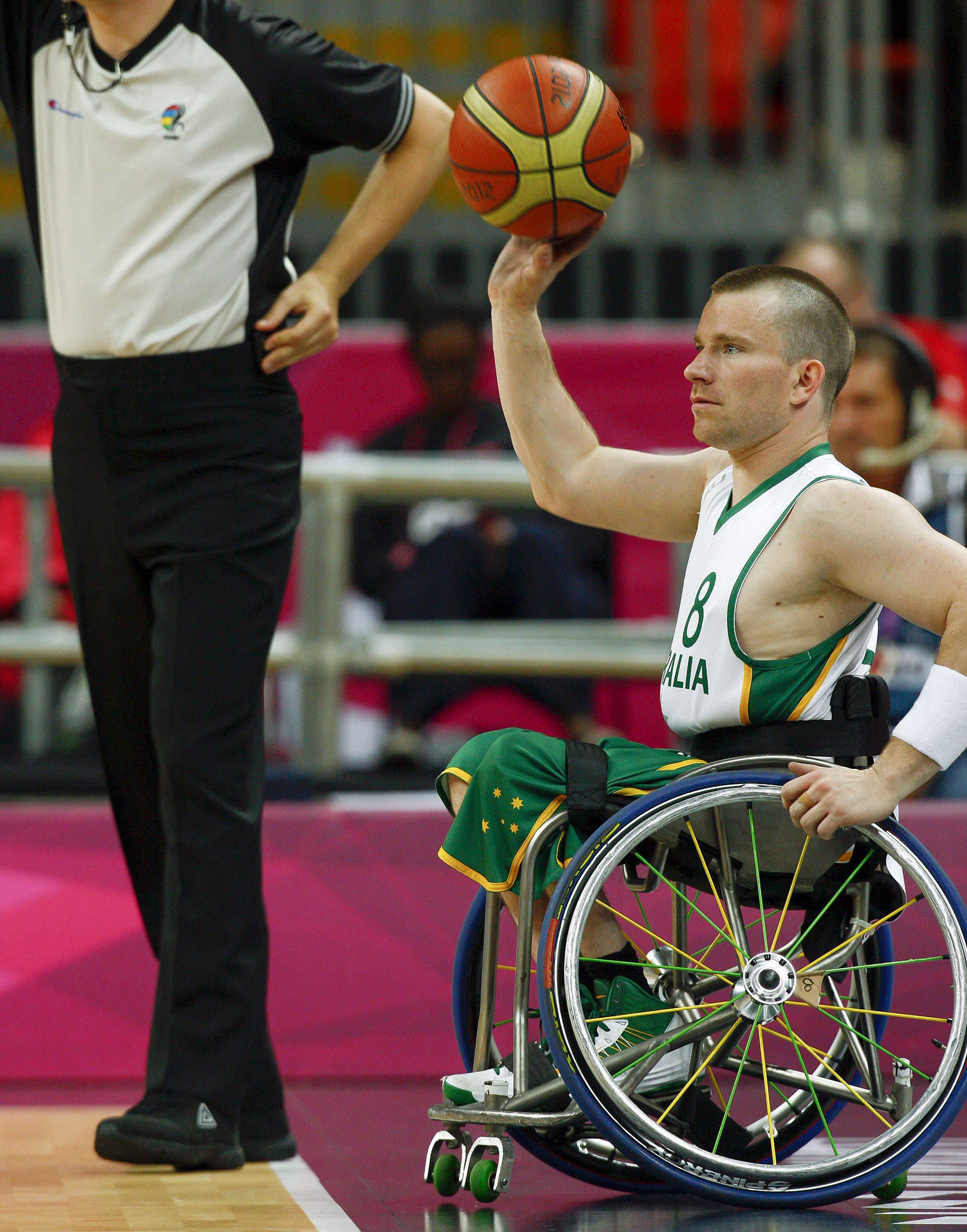
Hartnett en los Juegos Paralímpicos de Londres 2012.

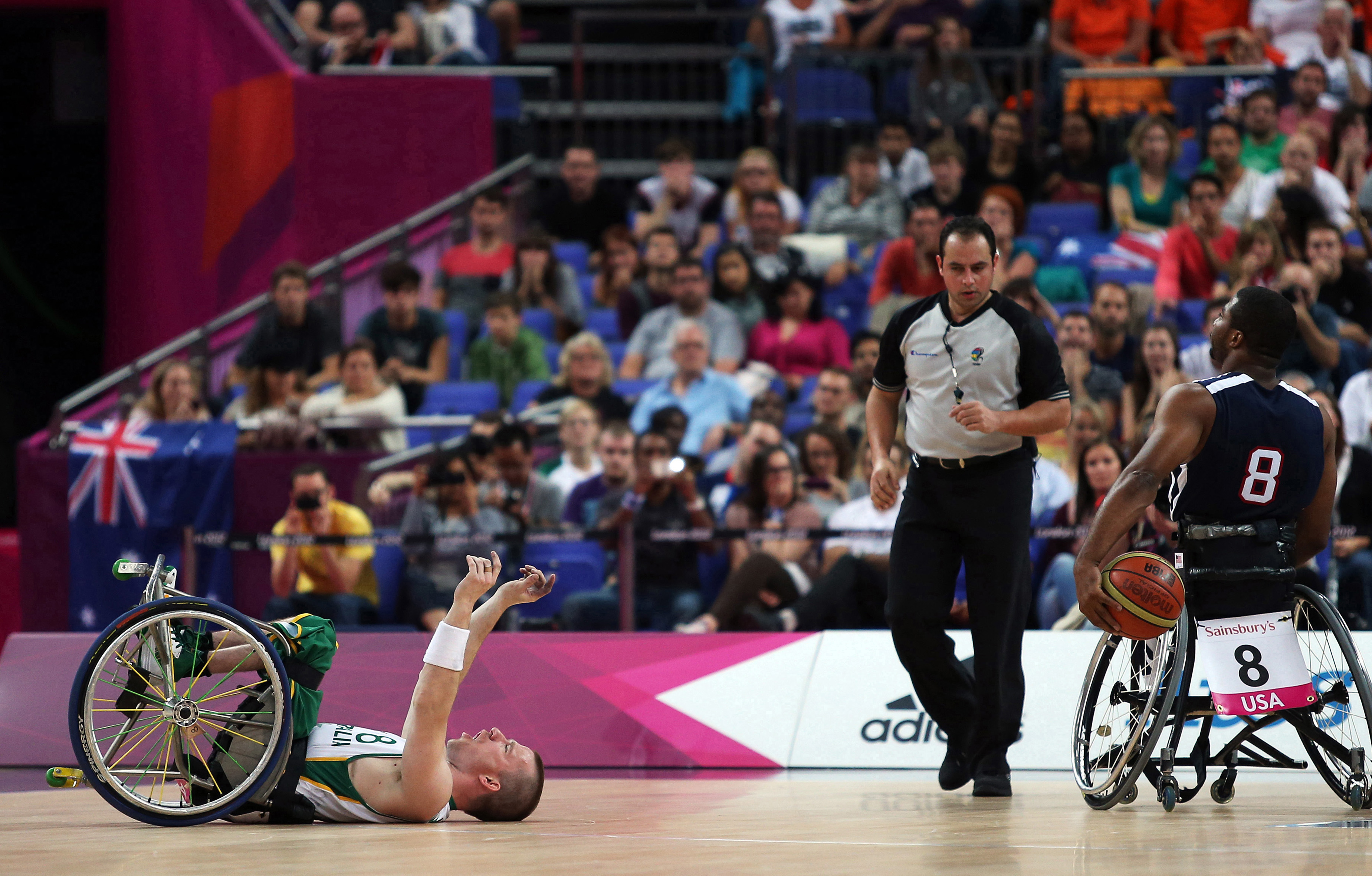
Hartnett en los Juegos Paralímpicos de Londres 2012.

Hartnett formó parte del equipo nacional masculino de baloncesto en silla de ruedas de Australia que ganó la medalla de oro en los Juegos Paralímpicos de Pekín 2008, por lo que recibió la Medalla de la Orden de Australia.
En los Juegos Paralímpicos de Londres 2012 formó parte del equipo masculino australiano en silla de ruedas que ganó la plata.

#### Otras competiciones
Hartnett formó parte del equipo nacional de 2006 que ganó la plata en los Juegos FESPIC. También formó parte del equipo de 2007 que compitió en la Copa Mundial Paralímpica que ganó una medalla de plata. Ese año, también compitió como parte del equipo nacional en las Series de Gran Bretaña. En 2008, formó parte del equipo que obtuvo la plata en la prueba paralímpica de Pekín. En 2009, formó parte del equipo ganador del oro australiano en el Campeonato de Asia y Oceanía de la IWBF y del equipo del Rollers World Challenge de 2009 que ganó el oro. En el Rollers World Challenge, fue nombrado como uno de los Cinco Estrellas de la competición. Fue miembro del equipo nacional masculino de baloncesto en silla de ruedas de Australia que compitió en los Campeonatos Mundiales de Baloncesto en Silla de Ruedas de 2010, y 2014 que ganó medallas de oro.

### Club de baloncesto
Hartnett juega al baloncesto de club para los Perth Wheelcats de la Liga Nacional Australiana de Baloncesto en Silla de Ruedas (NWBL). En 2006 y 2007, formó parte de los equipos que ganaron el campeonato de la NWBL. También formó parte del equipo de Wheelcats de 2007 que ganó el Campeonato Mundial de Clubes.[3]. En 2010, jugó al baloncesto de club con Lottomattica Elecom de Roma, Italia. En 2011, jugó al baloncesto de club con los Wheelcats. Sus Wheelcats de Perth perdieron contra los Wollongong Roller Hawks en el Campeonato de la NWBL de 2011.